# Stato di conservazione (biologia)
Lo stato di conservazione d'una specie è un indicatore della probabilità che quella specie continui a sopravvivere. Molti fattori sono tenuti in conto quando si valuta lo stato di conservazione di una specie: non solo il numero degli esemplari, ma l'aumento o la diminuzione generale col tempo della popolazione, il successo della riproduzione in cattività, le minacce conosciute e così via. L'elenco degli stati di conservazione più noto del mondo è la lista rossa dell'IUCN, sebbene esistano anche altre liste.

## Classificazione IUCN

### Categorie di basso rischio
| Categorie e criteri 2001 (versione 3.1) | Descrizione | Categorie e Criteri 1994 (versione 2.3) |
| --------------------------------------- | --- | --------------------------------------- |
|                                         | Rischio minimo (LC o LR/lc), comprende specie con ampio areale e popolazione numerosa, che non soddisfano i criteri per l'inclusione in nessuna delle categorie a rischio. Esempi: Morus alba, Ziziphus jujuba, Corylus avellana, Juniperus communis, Crataegus azarolus, Passer domesticus |                                         |
|                                         | Prossimo alla minaccia (NT o LR/nt), comprende specie prossime ad essere considerate a rischio o che potrebbero diventarlo nel futuro prossimo. Esempi: Pistacia vera, Panthera onca |                                         |
| Categoria non più utilizzata.           | Dipendente dalla conservazione (LR/cd), comprende specie la cui sopravvivenza è legata a specifici programmi di conservazione, la cessazione dei quali comporterebbe il passaggio a una delle categorie di minaccia nell'arco di cinque anni.                                               |                                         |

### Categorie di minaccia
| Categorie e criteri 2001 (versione 3.1) | Descrizione | Categorie e Criteri 1994 (versione 2.3) |
| --------------------------------------- | --- | --------------------------------------- |
|                                         | Vulnerabile (VU), comprende specie considerate a rischio di estinzione in natura. Esempi: Dioon purpusii, Carcharodon carcharias.                                                                  |                                         |
|                                         | In pericolo (EN), comprende specie considerate ad alto rischio di estinzione in natura. Esempi: Encephalartos horridus, Balaenoptera musculus, Oryctolagus cuniculus                               |                                         |
|                                         | Critico (CR), comprende specie considerate a rischio estremamente alto di estinzione in natura. Esempi: Abies nebrodensis, Gavialis gangeticus, Prionailurus iriomotensis, Ursus arctos marsicanus |                                         |

### Categorie di estinzione
| Categorie e criteri 2001 (versione 3.1) | Descrizione | Categorie e Criteri 1994 (versione 2.3) |
| --------------------------------------- | --- | --------------------------------------- |
|                                         | Estinto in natura (EW), comprende specie che sopravvivono solo in coltivazione o in cattività, o con popolazioni naturalizzate in località lontane dal luogo di origine. Esempi: Encephalartos woodii, Corvus hawaiiensis, Sophora toromiro                                               |                                         |
|                                         | Estinto (EX), ci sono ragionevoli motivi per ritenere che l'ultimo individuo della specie si sia estinto. Esempi: Pinguinus impennis, Raphus cucullatus, Bos taurus primigenius, Equus quagga quagga, Equus ferus ferus                                                                   |                                         |
|                                         | Probabilmente estinto in natura (PEW), sottocategoria di CR, usata per specie delle quali sopravvivono esemplari in coltivazione o in cattività e di cui si sospetta l'avvenuta estinzione in natura, ma per le quali non vi sono ancora prove definitive. Esempi: Melamprosops phaeosoma |                                         |
|                                         | Probabilmente estinto (PE), sottocategoria di CR, usata dalla BirdLife International per specie di cui si sospetta l'avvenuta estinzione ma per le quali non vi sono ancora prove definitive. Esempi: Lipotes vexillifer, Panthera pardus jarvisi                                         |                                         |

### Categorie incerte
|  | Dati insufficienti (DD), comprende specie per le quali le informazioni disponibili sono insufficienti per dare una diretta o indiretta valutazione del rischio di estinzione. Esempi: Orcinus orca, Drosophyllum lusitanicum |
|  | Non valutato (NE), comprende le specie non ancora valutate dalla IUCN. Esempi: Macropinna microstoma |